# Heining-lès-Bouzonville
Heining-lès-Bouzonville är en kommun i departementet Moselle i regionen Grand Est (tidigare regionen Lorraine) i nordöstra Frankrike. Kommunen ligger i kantonen Bouzonville som tillhör arrondissementet Boulay-Moselle. År 2022 hade Heining-lès-Bouzonville 485 invånare.

## Befolkningsutveckling
Antalet invånare i kommunen Heining-lès-Bouzonville
| Referens: INSEE |